# Ammopolia casteneonigra
Ammopolia casteneonigra är en fjärilsart som beskrevs av Bytinsky-salz 1937. Ammopolia casteneonigra ingår i släktet Ammopolia och familjen nattflyn. Inga underarter finns listade i Catalogue of Life.